# Шовковский, Александр Владимирович
Алекса́ндр Влади́мирович Шовко́вский (укр. Олександр Володимирович Шовковський; род. 2 января 1975[…], Киев) — украинский футболист, игравший на позиции вратаря и футбольный тренер. Выступал за сборную Украины. Главный тренер киевского «Динамо».

## Биография

### Карьера в качестве игрока
Футболом начал заниматься в семилетнем возрасте в оболонской команде «Чайка», через год перешёл в ДЮСШ «Динамо» (Киев). Для попадания в футбольный спецкласс Шовковский добровольно остался на второй год в четвёртом классе. Изначально был полевым игроком, из-за перевода на вратарскую позицию Шовковский даже спорил с тренером Анатолием Крощенко.
В марте 1994 года дебютировал в составе киевского «Динамо», в этом сезоне стал чемпионом Украины и основным вратарём команды. Дебютным международным матчем стала игра с датским «Силькеборгом» летом 1994 года. Выступления за национальную сборную начал в ноябре того же года в игре с Эстонией (3:0). 19 июня 1995 года
в первый и последний раз за годы выступлений на профессиональном уровне Шовковский был удален с поля — за фол последней надежды в  игре чемпионата Украины против запорожского «Торпедо» (1:1).
На последнем этапе квалификации Лиги чемпионов УЕФА сезона 1998/99 Шовковский парировал три из четырех послематчевых 11-метровых с пражской «Спартой» и помог бело-синим квалифицироваться в основную стадию. В том розыгрыше команда дошла до полуфинала турнира, где уступила мюнхенской «Баварии» (3:3 — в Киеве, 0:1 — в Мюнхене). В 1999 году Шовковский попал в список 50 номинантов на «Золотой мяч (France Football)». 
13 ноября 1999 года в выездном стыковом матче квалификации чемпионата Европы 2000 года Шовковский допустил грубую ошибку и позволил словенцу Миленко Ачимовичу забить с центра поля гол, что фактически решило судьбу путевки в финальный турнир, Словения победила 2:1. В ответной игре украинцы были близки к реваншу, но пропустили в концовке после досадного рикошета (1:1).
10 июля 2004 года в поединке за Суперкубок Украины между «Динамо» и «Шахтёром» судьба трофея решалась в серии 11-метровых, главным героем которой стал 29-летний капитан киевлян. В решающий момент он отразил удар соперника, а потом забил сам.

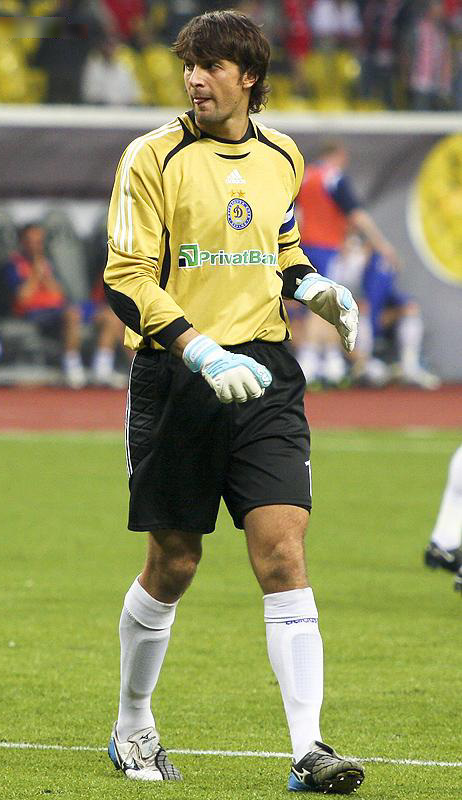
Шовковский в составе «Динамо» (Киев), 2008 год

Выступал на чемпионате мира 2006 года в Германии. На групповой стадии, в двух из трех матчей не пропустил ни одного мяча, чем помог своей команде выйти из группы со второго места. Особо отличился в матче 1/8 финала со сборной Швейцарии, не пропустив ни одного мяча в серии послематчевых пенальти и обеспечив украинской сборной выход в четвертьфинал турнира. Александр стал первым вратарём в истории, который на чемпионатах мира по футболу в серии послематчевых пенальти не пропустил ни одного мяча. Лишь в 2022 году достижение Шовковского повторил вратарь сборной Марокко Яссин Буну.
23 марта 2010 года в СМИ появились сообщения, что Александр принял решение закончить выступления за национальную сборную. Всего в составе «жёлто-синих» Шовковский провёл 90 матчей, пропустил 76 мячей. Сам вратарь позже сообщение опроверг.
Первый футболист, который провёл больше 100 матчей за украинские команды в еврокубках. На ноябрь 2012 года Шовковский был на третьем месте по количеству матчей, сыгранных в чемпионате Украины. Являлся одним из кандидатов во вратари национальной сборной на Евро 2012, но незадолго до турнира получил травму плеча. После окончания турнира в сентябре 2012 года футболист сообщил о завершении карьеры в сборной.
В 2014 году превзошёл рекорд Блохина по количеству матчей за киевское «Динамо» — 582 игры в бело-синей футболке. 30 мая 2015 года сыграл свой 400-й матч в Премьер-лиге. 4 июня того же года, в последнем для Шовковского финале Кубка Украины, сыграл свой 600-й матч в составе киевского «Динамо». После нулевой ничьей «Шахтер» вел в серии 11-метровых 3:1, но вратарь вновь оказался на высоте, позволив «Динамо» вырвать победу со счетом 5:4. Его статистика послематчевых пенальти — в 29 случаях из 75 он не пропускал, это 38,6% от общего количества ударов по его воротам.
Также окончил Институт журналистики столичного университета имени Тараса Шевченко, занимался комментированием футбольных матчей.
В октябре 2016 года получил тренерскую лицензию. 12 декабря 2016 года заявил о завершении карьеры. 18 сентября 2016 года последним матчем для Шовковского стала игра в чемпионате Украины с луганской «Зарёй». За пять дней до того сыграв с «Наполи» (1:2), он стал вторым в списке самых возрастных футболистов Лиги чемпионов (41 год и 254 дня) — старше него лишь голкипер «Лацио» Марко Балотта (43 года и 253 дня).

### Тренерская карьера
4 сентября 2018 года стал помощником главного тренера сборной Украины Андрея Шевченко. Из-за того, что трое основных вратарей сборной (Пятов, Лунин и Панькив) сдали положительный тест на COVID-19, 7 октября 2020 года в 45-летнем возрасте попал в заявку на товарищеский матч против сборной Франции, хотя карьеру закончил в 2016 году.
10 января 2023 года вернулся в киевское «Динамо» на должность ассистента главного тренера. В апреле 2023 года был назначен на должность исполняющего обязанности главного тренера команды, на период восстановления после операции Мирчи Луческу.
6 ноября 2023 года, после отставки Луческу, вновь был назначен и. о. главного тренера. Под его руководством команда набрала 12 очков в 4 матчах, в результате чего, Шовковский официально возглавил «Динамо» на постоянной основе. 
В сезоне 2024/25 завоевал с киевской командой чемпионский титул не потерпев ни единого поражения и стал третьим в истории, кто выиграл чемпионат Украины как игрок и как тренер.

## Семья
- Отец — Шовковский Владимир Станиславович (20 июля 1946 — 6 ноября 2020), строитель, педагог по образованию;
- Мать — Шовковская Ольга Корнеевна (род. 24 мая 1947), главный инженер, педагог по образованию;
- Первая жена (1994—2001) — Шовковская-Фирсова (Татарина) Власта Владимировна (род. 26 ноября 1974), журналистка, бизнесвумен;
  - Сын — Шовковский Владислав Александрович (род. 7 мая 1995), президент Украинской ассоциации электронного футбола, финансист-международник по образованию;
- Вторая жена (2001—2015) — Алёнова Ольга Леонидовна (род. 21 июля 1967), дизайнер;
  - Дочь — Шовковская Александра Александровна (род. 20 февраля 2009);
- Третья жена (с 2015) — Кутепова Марина Владимировна (род. 6 июля 1983), бизнесвумен-ювелир.

## Достижения

### В качестве игрока
Динамо (Киев)

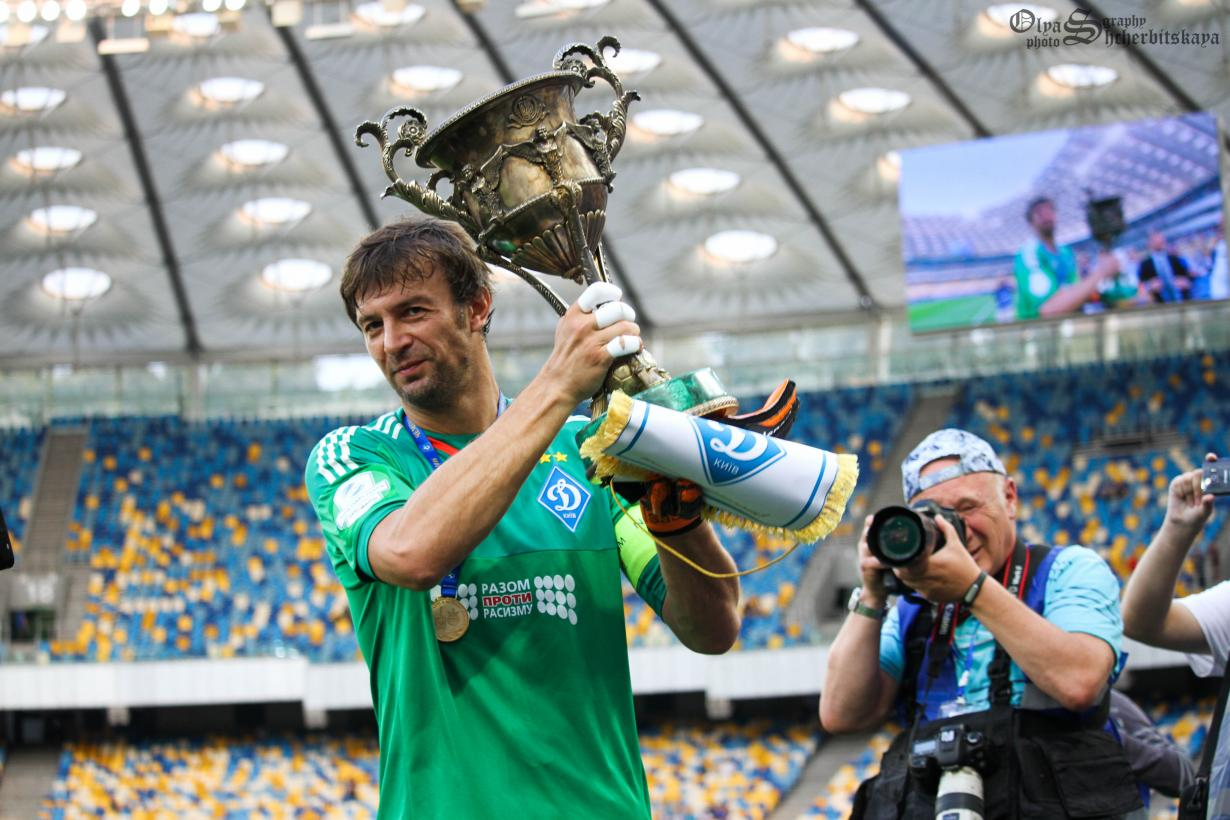
Александр Шовковский с чемпионским Кубком сезона 2015/16

- Чемпион Украины (14): 1993/94, 1994/95, 1995/96, 1996/97, 1997/98, 1998/99, 1999/2000, 2000/01, 2002/03, 2003/04, 2006/07, 2008/09, 2014/15, 2015/16
- Обладатель Кубка Украины (11): 1992/93, 1995/96, 1997/98, 1998/99, 1999/2000, 2002/03, 2004/05, 2005/06, 2006/07, 2013/14, 2014/15
- Обладатель Суперкубка Украины (6): 2004, 2006, 2007, 2009, 2011, 2016
- Итого: 31 трофей

### В качестве тренера
«Динамо» (Киев)
- Чемпион Украины: 2024/25
- Серебряный призёр чемпионата Украины: 2023/24[22]

### Личные
- Лучший вратарь Украины по версии «Украинского футбола» (9): 1994, 1997, 1998, 1999, 2003, 2004, 2005, 2006, 2011[23]
- Футболист года на Украине (по версии газеты «Команда»): 2004/05
- Рекордсмен по количеству проведенных матчей за «Динамо» (Киев): 637
- Рекордсмен чемпионата Украины по количеству сыгранных матчей (426) в высшем дивизионе — возглавляет список гвардейцев чемпионата Украины по футболу[24].
- Лучший тренер месяца украинской Премьер-лиги (4): ноябрь 2023, декабрь 2023-февраль 2024, март 2024, апрель 2024
- Член вратарского Клуба имени Евгения Рудакова

## Награды
- Мастер спорта Украины (1997)[25].
- Мастер спорта Украины международного класса (1999)[25].
- Кавалер Ордена «За заслуги» ІІІ степени (1999)[26].
- Заслуженный мастер спорта Украины (2005)[25].
- Кавалер Ордена «За мужество» III степени (2006)[27].

## В культуре
- 2017 — «Шовковский. Всегда первый!» — документальный фильм украинского телеканала 2+2.
- 2018 — «Всё в моих руках» — автобиография футболиста

## Статистика выступлений

### Клубная
| Клуб             | Сезон            | Чемпионат | Чемпионат | Кубок | Кубок | Еврокубки | Еврокубки | Суперкубок | Суперкубок | Всего | Всего |
| Клуб             | Сезон            | Игры      | ГП        | Игры  | ГП    | Игры      | ГП        | Игры       | ГП         | Игры  | ГП    |
| ---------------- | ---------------- | --------- | --------- | ----- | ----- | --------- | --------- | ---------- | ---------- | ----- | ----- |
| ЦСК ВСУ          | 1992/93          | 2         | 4         | —     | —     | —         | —         | —          | —          | 2     | 4     |
| Всего            | Всего            | 2         | 4         | —     | —     | —         | —         | —          | —          | 2     | 4     |
| Динамо-2         | 1992/93          | 2         | 0         | 2     | 1     | —         | —         | —          | —          | 4     | 1     |
| Динамо-2         | 1993/94          | 14        | 11        | —     | —     | —         | —         | —          | —          | 14    | 11    |
| Динамо-2         | 1999/00          | 1         | 0         | —     | —     | —         | —         | —          | —          | 1     | 0     |
| Динамо-2         | 2000/01          | 3         | 2         | —     | —     | —         | —         | —          | —          | 3     | 2     |
| Динамо-2         | 2001/02          | 5         | 1         | —     | —     | —         | —         | —          | —          | 5     | 1     |
| Динамо-2         | 2002/03          | 5         | 4         | —     | —     | —         | —         | —          | —          | 5     | 4     |
| Динамо-2         | 2005/06          | 1         | 1         | —     | —     | —         | —         | —          | —          | 1     | 1     |
| Всего            | Всего            | 31        | 19        | 2     | 1     | —         | —         | —          | —          | 33    | 20    |
| Динамо           | 1993/94          | 9         | 6         | —     | —     | —         | —         | —          | —          | 9     | 6     |
| Динамо           | 1994/95          | 25        | 15        | 2     | 1     | 8         | 12        | —          | —          | 35    | 28    |
| Динамо           | 1995/96          | 25        | 13        | 4     | 0     | 3         | 1         | —          | —          | 32    | 14    |
| Динамо           | 1996/97          | 24        | 14        | 2     | 1     | 3         | 6         | —          | —          | 29    | 21    |
| Динамо           | 1997/98          | 26        | 13        | 7     | 4     | 12        | 14        | —          | —          | 45    | 31    |
| Динамо           | 1998/99          | 24        | 14        | 6     | 4     | 13        | 13        | —          | —          | 43    | 31    |
| Динамо           | 1999/00          | 15        | 10        | 1     | 1     | 16        | 19        | —          | —          | 32    | 30    |
| Динамо           | 2000/01          | 19        | 9         | —     | —     | 6         | 8         | —          | —          | 25    | 17    |
| Динамо           | 2001/02          | 6         | 2         | 2     | 3     | —         | —         | —          | —          | 8     | 5     |
| Динамо           | 2002/03          | 15        | 13        | 5     | 0     | 2         | 2         | —          | —          | 22    | 15    |
| Динамо           | 2003/04          | 19        | 15        | 3     | 0     | 8         | 9         | —          | —          | 30    | 24    |
| Динамо           | 2004/05          | 23        | 9         | 4     | 2     | 10        | 12        | —          | —          | 37    | 23    |
| Динамо           | 2005/06          | 24        | 17        | 3     | 0     | 2         | 3         | 1          | 1          | 30    | 21    |
| Динамо           | 2006/07          | 24        | 19        | 5     | 5     | 8         | 16        | 1          | 0          | 38    | 40    |
| Динамо           | 2007/08          | 22        | 21        | 4     | 3     | 6         | 12        | —          | —          | 32    | 36    |
| Динамо           | 2008/09          | 10        | 9         | 2     | 0     | 2         | 2         | 1          | 1          | 15    | 12    |
| Динамо           | 2009/10          | 24        | 13        | 1     | 0     | 4         | 5         | 1          | 0          | 30    | 18    |
| Динамо           | 2010/11          | 10        | 6         | 2     | 2     | 8         | 4         | —          | —          | 20    | 13    |
| Динамо           | 2011/12          | 24        | 11        | 1     | 3     | 9         | 9         | 1          | 1          | 35    | 24    |
| Динамо           | 2012/13          | 6         | 5         | 1     | 4     | 2         | 3         | —          | —          | 9     | 12    |
| Динамо           | 2013/14          | 8         | 5         | 2     | 1     | 5         | 3         | —          | —          | 15    | 11    |
| Динамо           | 2014/15          | 18        | 7         | 2     | 0     | 15        | 11        | 2          | 2          | 29    | 18    |
| Динамо           | 2015/16          | 18        | 7         |       |       | 7         | 5         | 1          | 2          | 26    | 14    |
| Динамо           | 2016/17          | 8         | 5         |       |       | 1         | 2         | 1          | 1          | 10    | 8     |
| Всего            | Всего            | 426       | 258       | 58    | 34    | 142       | 169       | 9          | 8          | 635   | 469   |
| Всего за карьеру | Всего за карьеру | 459       | 281       | 60    | 35    | 142       | 169       | 9          | 8          | 670   | 493   |

### В сборной
| Украина | 1994  | 1  | 0  |
| Украина | 1996  | 1  | 0  |
| Украина | 1997  | 9  | 7  |
| Украина | 1998  | 5  | 4  |
| Украина | 1999  | 9  | 5  |
| Украина | 2000  | 3  | 2  |
| Украина | 2001  | 6  | 2  |
| Украина | 2002  | 4  | 3  |
| Украина | 2003  | 8  | 7  |
| Украина | 2004  | 10 | 10 |
| Украина | 2005  | 8  | 4  |
| Украина | 2006  | 12 | 11 |
| Украина | 2007  | 7  | 9  |
| Украина | 2008  | 1  | 1  |
| Украина | 2009  | 2  | 5  |
| Украина | 2011  | 5  | 6  |
| Украина | 2012  | 1  | 0  |
| Всего   | Всего | 92 | 76 |

## Тренерская статистика
| Динамо (Киев) (и. о.) | Украина | 22 апреля 2023  | 4 июня 2023     | 8  | 6  | 1  | 1  | 075,00 |
| Динамо (Киев) (и. о.) | Украина | 6 ноября 2023   | 11 декабря 2023 | 4  | 4  | 0  | 0  | 100,00 |
| Динамо (Киев)         | Украина | 11 декабря 2023 | н.в.            | 71 | 45 | 16 | 10 | 063,38 |
| Итого                 | Итого   | Итого           | Итого           | 83 | 55 | 17 | 11 | 066,27 |